# Jozef Ignác Bajza
Jozef Ignác Bajza (5. březen 1755, Predmier – 1. prosinec 1836, Bratislava) byl katolický kněz, spisovatel, autor satir a epigramů, autor prvního románu ve slovenštině. Portrét maďarského literárního kritika Józsefa Bajzy je v slovenském literárním prostředí často zaměňován.

## Životopis
Narodil se 5. března 1755 v obci Predmier v Trenčínské župě (okres Bytča). Jeho rodiče, otec Ondrej Bajza a matka Barbora rozená Blašková, byli asi zámožnější rolníci, rychtáři, ale právě za Marie Terezie a Josefa II. ztratila tato jinak nepočetná společenská vrstva poslední zbytky dávných výsad, mezi které patřilo i dědičné rychtářství, a klesla na úroveň ostatních poddaných. O mládí Josefa Ignáce Bajzy víme málo. Roku 1777 se s ním setkáváme jako se studentem teologie na známém vídeňském Pazmaneu. Vídeňský pobyt, především bouřlivý ideový kvas, hluboce zapůsobil na mladého Bajzu. Jako teolog se dostal pod vliv tzv. vídeňské školy náboženských a církevních reformátorů, zejména J. V. Eybela, profesora na Vídeňské univerzitě, jeho zástupce J. M. Pehema a M. A. Vittoly, redaktora časopisu Wienerische Kirchzeitung. Do života vstupuje J. I. Bajza už jako zralý uvědomělý osvícenec-josefinista, který se v osmdesátých letech stává vášnivým stoupencem a propagátorem církevních a společenských reforem Josefa II.
Po skončení studií roce 1780 stává se J. I. Bajza kaplanem v kapitule v Trnavě. Pravděpodobně již v těchto letech měl vypracován první rukopis knihy Rozličních wersuv - Epigramata slavonica, který předložil cenzorovi v Bratislavě a ústřední komisi ve Vídni, která povolila knihu vytisknout a vydat. V roce 1783 požádal Bajza o místo faráře v Dolném Dubovém a zde působil dvaadvacet let do roku 1805. V dolnodubovském období byl Jozef Ignác Bajza literární nejplodnější. Zde napsal a tiskem vydal převážnou část svých děl. V roce 1783 mu vyšel první svazek jeho románu René mládenca príhody a skúsenosti.
Dolnodubovská fara nebyla bohatá, Bajza byl však člověk praktický a podnikavý. Farní pole obdělával ve vlastní režii a snažil se, jak se při jedné příležitosti vyjádřil, aby jeho hospodářství bylo vzorem pro tamní rolníky. Postavil si i menší palírnu. Takto dokázal převážnou část svých literárních prací vydat vlastním nákladem. Jinak však potřebný klid k literární práci neměl. Prudký a výbušný Bajza se dostal do konfliktu nejen se svou církevní vrchností, která zmařila dokončení a vydání jedněch z jeho prvních děl. Do dlouhých a vášnivých sporů o slovenštinu se dostává s Antonem Bernolákem a Jurajem Fándlym, ale téměř vzápětí i se svým patronem trnavským farářem a kanovníkem a zároveň voleným vácovským biskupem baronem Imrichem Perényim. Díky tomu se ve vikariátním archivu v Trnavě a v archivu v Ostřihomi zachovalo mnoho materiálu. Zlým duchem v tomto posledním sporu byl především provizor, hospodářský správce Perényiho majetku ve Farském u Trnavy Štefan Kovács, který od samého počátku všemožně ztrpčoval Bajzovi život. Spor se táhl několik let. Šlo zde především o protiprávní si přisvojení odkazu (osmdesát zlatých) patronem, které v roce 1784 odkázal dolnodubovskému kostelu tamní obyvatel Martin Svitek, a poškozování faráře při výběru šestnáctiny z církevního desátku, jehož nájemníkem byl baron Perényi a nakonec o zanedbávání patronátních povinností ke kostelu a faře. Spor se dostal před světskou i církevní vrchnost. Vyvrcholil v roce 1796, kdy již zmíněný Š. Kovács podal generálnímu vikáři J. Viltovi v Trnavě rozsáhlou obžalobu o šesti bodech a J. I. Bajza ještě obsáhlejší obhajobu. Spor se formálně skončil před konzistoriální radou generálního vikáře 1. října 1796.
Samotná podstata sporu je pro nás přirozeně nepodstatná - a je nesporné, že pravda byla na straně Josefa Ignáce Bajzy. V těchto aktech je však pro nás mnoho jiných cenných údajů, které nám dokreslují lidský profil dolnodubovského literáta. Dozvídáme se z nich, v jakých podmínkách žil a tvořil a i o jeho povahových vlastnostech, i když je přirozeně jasné, že panský úředník Kovács při psaní obžaloby namáčel si pero ve žluči, uchýlil se k nejhrubším pomluvám, a proto jeho popisování Bajzy jako člověka musíme brát s velkou rezervou. Nicméně i v tomto sporu setkáváme se s některými výraznými Bajzova povahovými vlastnostmi, které nám umožňují blíže pochopit jeho vášnivé zaujetí v polemikách s bernolákovci. Jozef Ignác Bajza jeví se nám tu jako člověk prudký, sebevědomý a hrdý, který bez ohledu na překážky jde za svou pravdou. Když mu zmíněný Kovács vyhrožoval autoritou samotného arcibiskupa, Bajza mu bez okolků v maďarsky psaném dopise sebevědomě napsal: Hogy én nem a grof Battani Huszár lova vagyok, hogy, as ur én rajta nyárgalódzni kezdgen. - Nejsem husarský kůň hraběte Battányiho, aby pán mohl na mně rajtovat. Kovács charakterizoval Bajzu jako člověka nenormálního (homo lunaticus) a svárlivého. Není prý rok, aby proti zeměpánovi a jeho úředníkům, nebo dokonce oproti samým poddaným nebojoval. Tak prý veřejně zbil nájemníka hraběte Erdődyho a podobně několik dalších svých odpůrců. Pan Josef Bajza, farář dubovský je buřič proti zeměpanským právům a podněcovatel poddaných, kterým proti zeměpánům vyhotovoval stížnosti. Je prý farářem, který se zabývá více světskými než duchovními věcmi. Konečně v posledním bodě obžaloby Kovács vznesl proti Bajza nejhrubší obvinění, týkající se jeho soukromého života.
Pokud šlo o obvinění z pobuřování poddaných proti jejich zeměpánům baronu I. Perényimu, J. I. Bajza popřel, že by je sám byl podněcoval nebo dokonce sám psal stížnosti Dolnodubovčanů na sídelní vrchnost, zároveň však velmi zahaleně a jasně zdůraznil, že je nejen jeho křesťanskou, ale zejména farářskou povinností svůj lid bránit proti jakémukoli bezpráví. Údajné zanedbávání kněžských povinností (častější nepřítomnost na faře) odůvodnil Bajza svou literární činností. Vydal prý dosud patnáct svazků, a to prý nutilo vyřizovat záležitosti spojené s cenzurou a zejména trávit mnoho času v tiskárně.
Konsistoř v zásadě rozhodla spor ve prospěch Josefa Ignáce Bajzy. Provizorovi Š. Kovácsovi dokonce pohrozila, že by pro pomluvu mohl být volán k odpovědnosti. Dolnodubovskému faráři však doporučila, aby se více věnoval duchovním než světským záležitostem.
Poté, zdá se, měl Jozef Ignác Bajza několik let klid až na drobnou aféru roce 1800, když ho hrabě Jozef Erdődy zažaloval opět u jeho církevní vrchnosti za to, že lovil v jeho revíru. V této době začal Bajza churavět. Trápil ho revma a chodil se často léčit do Piešťan. V roce 1805 požádal svou církevní vrchnost, aby si mohl směnit faru s Janem Koreckým, farářem v Prietrži u Senice. Odůvodňoval to svou nemocí, velikostí farního hospodářství a nakonec i tím, že se chce věnovat literární činnosti ve prospěch slovenského národa a církve. Správcem fary v Prietrži s působností i pro sousední obec Osuské byl až do roku 1815, když přešel za faráře do Zbehů. V tomto čase již pravděpodobně literárně netvořil. Roku 1828 ho jmenoval arcibiskup kardinál Alexander Rudnay kanovníkem kapituly v Bratislavě, zde jako osmdesátiletý 1. prosince 1836 umírá. Jeho ostatky uložili do Kapitulní krypty Dómu sv. Martina. Zanechal značný majetek - 7223 zlatých - který odkázal na dobročinné, především církevní cíle.
Spolek sv. Vojtěcha 26. března 1933 odhalil Bajzovi pamětní tabuli s podobiznou z bílého mramoru od akademického sochaře Josefa Pospíšila s nápisem: V tomto chrámu sv. Martina je pohřben Jozef Ignác Bajza, slovenský spisovatel, bratislavský kanovník, narozený v Predmier v roce 1755, zemřel v Bratislavě roku 1836.
Bohužel dosud se nenašla věrná Bajzová podobiznu. Sochař Pospíšil na základě popisu známých rysů Bajzova osobnosti vytvořil jeho ideální podobiznu.

## Tvorba
Josefem Ignácem Bajzou vstupuje do slovenské literatury nový, fakticky již moderní spisovatel. Do literárního života vkročil mladý Bajza levou nohou, nešťastně. Roku 1782 dokončil první knihu rozličných veršů a v listopadu ji předložil krajskému cenzorovi Slovenských knih v Bratislavě, na kterého se prý s důvěrou obrátil jako na svého spolukrajana, Slováka. Když mu však cenzor vyčítal (jak se sám vyjádřil) množství velkých, zjevných i na první pohled zarážejících chyb, Bajza si od něj vzal rukopis a odeslal ho do Vídně. Ústřední vídeňská cenzura už 19. prosince s podpisem D. Hoffingera rukopis kladně posoudila a s čerstvým imprimatur zanesl ho J. I. Bajza do tiskárny Jána Michala Landerera v Bratislavě. Uražený bratislavský cenzor přerušil tisk, vzal rukopis a odvoláním na autoritu tamních kanovníků, dalších světských i duchovních lidí, kteří prý dílo také četli, poslal ho s novým, ještě odmítavějším posudkem Bajzově církevní vrchnosti, generálnímu vikáři Nagyovi do Trnavy s komentářem: v této knize slovenských básní jsou velmi mnohé takové, které lidem vzdělaným a zdravým rozumem obdařeným, církevní disciplínu respektujícím nejen nemohou, ale i musí se nelíbit.
Vídeňský cenzor prý asi neuměl slovensky a proto je propustil. Rozličné verše poté nevyšly.
Co tak pohoršilo cenzora a církevní kruhy na Bajzova různých verších? Je to tři sta epigramů, jak je sám autor charakterizoval, o všech občanských stavech, vlastně satiry v těchto stavech. Převážná část z nich jsou satirické sentence o štěstí, lásce, přátelství, ctnosti a mravech, v nichž Bajza ostře tepe různé lidské a společenské neduhy. Už sám bratislavský cenzor ve svém posudku upozornil i na Bajzovu literární předlohu různých veršů - na epigramy anglického básníka 17. století Johna Owena. Při hlubší analýze se však ukázalo, že pouze jedna třetina různých veršů jsou překlady. Ostatní jsou tvořivě propracované a většinou původní. A právě v těch jeví se nám mladý Bajza jako zanícený josefinista, a právě verše s tímto zaměřením především pobouřily bratislavského cenzora a církevní kruhy. Ve svých posudcích odsuzuje především epigramy na úředníky - byrokraty, na radní pány, na šlechtu, její parazitní způsob života a společenskou nerovnost vůbec, ale hlavně na nepořádky v církvi, na špatné kněze, „chudobu“ klášterů, na prázdnou zbožnost.
Z Bajzových rozličných veršů zachovala se nám pouze první kniha se sylabickými rýmy, spojenými verši, v tomto čase však už začal psát a podle všeho měl i hotovou knihu druhou s verši v časomíře.
Tento neúspěch nijak neodradil houževnatého Bajzu. Zároveň s různými verši pracoval na překladu pietisticky laděné knihy modliteb Francouze Filipa Mesenquiho a již v roce 1782 dokončil první svazek románu René mládenca príhody a skúsenosti. Imprimatur vídeňské cenzury dosáhl dokonce ještě dříve - již 11. listopadu. V tomto případě byl mnohem opatrnější. Podle všeho domácí cenzuru obešel. Dílo vyšlo v polovině roku 1784 - a církevní cenzura mohla reagovat už jen po funuse.
První svazek Bajzova Reného je dobrodružný sentimentální román s velmi výraznou naučnou tendencí. Tento typ románu v evropské literatuře byl znám již od 17. století, na Slovensku však až od sedmdesátých let 18. století. Jeho René je prvním původním slovenským románem.
Dějovou kostrou prvního svazku je cesta Reného z Benátek do Tripolisu Jejím cílem je přivést sestru Fatimu, od níž ho ještě jako chlapce za tragických okolností odtrhli. Na tomto dějovém schématu rozvíjí J. I. Bajza celou spleť podivuhodných dobrodružství a exotických příhod svého hrdiny s jeho vášnivou láskou k Hadixe.
Česká a slovenská literární věda byla dlouho v rozpacích nad prvním svazkem Reného. Druhý zůstával dlouho neznámý. V prvním svazku vystupuje nejvíce do popředí láska muže k ženě. Tyto závěry potvrzuje i posudek církevního cenzora Tomáše Tajnaye, kterého na prvním svazku nejvíce dráždil jeho světský duch. Správně vycítil, že za Bajzovou kritikou mohamedánství, dervišů, náboženského fanatismu a pověr se skrývá kritika katolické církve, ale především se pozastavuje nad nejen pohoršujícími, ale i vášnivými představami lásky a zejména nad závěrem prvního svazku, který tvoří zdánlivě překvapivý přechod ke svazku druhému. Tady začíná pochybovat o celibátu katolických kněží a J. Tajnay v latinském překladu i celou tuto část ve svém posudku citoval. 28. května 1785 dostal Jozef Ignác Bajza imprimatur vídeňské ústřední cenzury na druhý svazek Reného a bratislavský typograf Landerer začal dílo okamžitě sázet. Tento svazek má jinou strukturu a náplň. Skládá se z jednotlivých epizod, „příhod a zkušeností“ na sobě vzájemně motivově nezávislých, spojených pouze osobou Reného, Van Stiphouta a jejich průvodce, ústy jehož hovoří sám autor. Děj se odehrává v severní Itálii, Rakousku a zejména na Slovensku. Zatímco první svazek, i když je odrazem vnitřního citového napětí autora, má těžiště ve vymyšlených exotických dobrodružstvích svého hrdiny, druhý je výsledkem bystrého pozorování konkrétní skutečnosti. Jozef Ignác Bajza v literární formě podává zde ostrou kritiku společenských poměrů na Slovensku V tomto díle Bajza v próze uskutečňuje svůj záměr, který sledoval i v různých verších - podat kritiku všech občanských stavů, nebo vlastně satiry o těchto stavech. Hrdina románu René si zde vypůjčil zuby od satiriků. Satira Josefa Ignáce Bajzy je satira voltairovská - ostrá, odvážná, vtipná, vyúsťující místy až do grotesky a pamfletu. J. I. Bajza se zde projevuje jako osvícený racionalista a osvícenec - stoupenec josefínské reformy. V první části druhého svazku, kde kritizuje církevní poměry, zejména život v klášterech, jsou jednotlivé epizody literárním zpracováním základních i dílčích reforem a nařízení Josefa II. v této oblasti.
Ve druhé části, v níž se koncentruje na kritiku společenských poměrů na Slovensku, je koncepčně i ideově samostatnější a v mnohém směru překračuje hranice josefínského absolutismu. Ve spojitosti se zobrazovanou skutečností mění se René i styl. Většinu epizod protkává Bajza úvahami o odstranění kritizovaných nedostatků. Nejživější a umělecký nejpůsobivější je jeho styl v těch epizodách popisujících jemu blízké prostředí. Pro nás nejzajímavější je ta část románu, kde René své příhody a zkušenosti prožívá přímo na Slovensku, i kde je, přirozeně, jasné, že autor i v předchozích kapitolách reaguje na slovenské poměry. J. I. Bajza je první slovenský spisovatel, který nás seznamuje se slovenskou vesnicí a kulturním stavem Slováků. Druhý svazek Reného měl velmi podobné osudy jako Rozličné verše. Když na podzim roku 1785 přišel generální vikář Štefan Nagy do Bratislavy, dozvěděl se, že Josef Ignác Bajza dal do tisku druhý svazek románu prý horší než první. Tisk díla okamžitě zastavil, dal ho posoudit a celou kauzu 2. prosince předložil konzistoriální radě, která se usnesla, aby se vydání tohoto „na mnoha místech pohoršujícího díla“ zastavilo a výdaje spojené s jeho tiskem se zaplatily z diecézního fondu. Celý tento postup schválil sám arcibiskup Battyányi, který trnavského faráře barona I. Perényiho dokonce pověřil, aby svého podřízeného, dolnodubovského faráře J. I. Bajzu přemluvil, aby jednak nemarnil čas slátaninami podobného druhu, jednak aby se vzdal zveřejnění uvedené knihy. Druhý svazek Reného, ze kterého se nám zachovaly pouze dva exempláře, zůstal nedokončený.
Román René představuje zenit literární činnosti J. I. Bajzy. V roce 1787 vydal spis o živení farářů, ve kterém obhajuje nárok farářů na kongruu. V letech 1787 až 1796 nosil postupně do tiskárny trnavského V. Jelínka pětisvazkový foliant Kresťanské katolícke náboženstvo, výsledek své desetileté činnosti (kázání si museli faráři ve smyslu nařízení Josefa II. psát, aby mohla být eventuálně kontrolována jejich úroveň a obsah) - tvořilo ji dvě stě sedmdesát jedno kázání na více než třech tisících stranách, a z podnětu církevní vrchnosti vydal několik překladů a náboženských knih.
Roku 1794 pořídil J. I. Bajza své vysloveně literární dílo Slovenské dvojnásobné epigrammatá jednako-konco-hlasné a zvuko-mírné ve dvou svazcích. Do prvního svazku začlenil převážnou část epigramů z různých veršů, z nichž část uveřejnil i ve druhém svazku Reného. Ve svém dalším díle Veselé účinky a rečení (1795) humorista a vtipálek převládl nad satirikem, a také to není tvorba původní. V posledním větším díle J. I. Bajzy Príklady ze svatého Písma starého a nového zákona s mravním opoměním v štverorádkových jednako-konco-zvučných (1813, druhé vydání 1820), které bez přihlédnutí k útokům proti všemu novému, co přineslo francouzské osvícenství, jsou pouze bezduchým veršotepectvím.
Ale přece ještě jednou ozvalo se u stárnoucího Josefa Ignáce Bajzy echo jeho bouřlivého josefinského mládí. V roce 1805 napsal spis Človek bez pravého pravého náboženstva nade všech živočichov nuznejší a předložil jej k posouzení církevní vrchnosti. Dílo se nám nezachovalo, jen Bajzova charakteristika a posudek cenzora svědčí o tom, že v každém případě šlo o dílo plné vnitřních rozporů a rozporů, odrážejících velké kontradikce své doby.
O tom, že z vydávání svých knih nemohl vyžít, svědčí fakt, že na jejich vytištění dal tisíc pět set zlatých, ale vrátilo se mu sotva sto patnáct.

## Dílo
- 1782 – Rozličných veršuv knižka prvňa (cenzor ji odmítl dát vytisknout)
- 1783 / 1785 – René mládenca príhody a skúsenosti I. a II. díl, první slovenský román (druhý díl nevyšel kvůli cirkevní cenzuře; rukopis díla sa ztratil a známy jsou jen dva nevytištěné exempláře)
- 1787 – Právo o živení faráruv
- 1789 – Anti-Fándly, hanopis na adresu Juraje Fándlyho
- 1789 / 1796 – Kresťánského katolíckého náboženstva… díl 1. – 5., křesťanská věrouka
- 1794 – Slovenské dvojnásobné epigrammata, jednako-konco-hlasné a zvuko-mírne
- 1794 – Slovenské dvojnásobné epigrammata. Druhá knižka obsahujícá zvuko-mírné
- 1795 – Veselé účinki, a rečeňí, které k stráveňu trúchľivích hoďín zebral a vidal…, kniha anekdot, humoristických vyprávění, povídek a hádanek
- 1813 – Prikladi ze svatého Písma starího a novího Zákona (v roce *1820 vyšlo druhé, rozšířené vydání)

### Dílo v elektronické podobě
- Anti-Fándly aneb Dúverné Zmlúwánj mezi Theodulusem, tretího Franciskánúw rádu bosákem, a Gurem Fándly, ... W Halle: [s.n.], 1789. 62 s. - dostupné v Digitální knihovně UKB
- BAJZA, J. I., FÁNDLY, J., BERNOLÁK, A. Ešče Ňečo o Epigrammatéch, anebožto Málorádkoch M. W. P. Gozefa Bagza nowotného slowenského Epi Grammatistu ... [Pole Eliziské]: [s.n.], [1791]. 15 s. - dostupné v Digitální knihovně UKB
- BAJZA, J. I., BERNOLÁK, A. Nečo o epigrammatech, anebožto Malorádkoch Gozefa Ignáca Bagzi, Dolnodubowského Pána Farára, oprawdiwím Slowákom k Uwažováňú predložené ... Žilina: Štefan Prisol, 1794. 36 s. dostupné v Digitální knihovně UKB